# Turricula turriplana
Turricula turriplana là một loài ốc biển, là động vật thân mềm chân bụng sống ở biển thuộc họ Clavatulidae.